# 小澤亜李・長縄まりあのおざなり
『小澤亜李・長縄まりあのおざなり』(おざわあり・ながなわまりあのおざなり）は、2015年4月10日未明（9日深夜）から2020年9月27日まで超!A&G+で配信されていた簡易動画付のインターネットラジオの番組。

## 番組概要
- アイムエンタープライズの仲良しコンビである小澤亜李と長縄まりあがパーソナリティを務める新感覚トークバラエティ番組[注釈 1]で、2人とも超!A&G+及び文化放送でのレギュラー番組は当番組が初となる。
- タイトルの『おざなり』をテーマにしており、番組冒頭に映像でパーソナリティが部分的に映らないなど、番組中では随所にパーソナリティ2人がおざなりに扱われる演出がなされる。
- 『おざなり』というタイトルはパーソナリティ2人の名前（おざわあり＋ながなわまりあ）を組み合わせた上で作られたものである。また、番組のロゴも制定され、事前に構成作家のちゃんこが考案したものの中から2人が選んだロゴが第1回の後半部から使われている。なお、ロゴは番組公式Twitterのアイコンにも使われており、第1回放送中から実際にアイコンとして使われている[1]。番組中で長縄は実際に決まったロゴを『お寿司屋さんみたい』と評していた。
- 当初は冒頭からすぐにトークが始まっていたが、第3回からは冒頭にタイトルコールが入るようになり、その後すぐにトークが行われるようになった。

## 放送時間
2015年4月10日 - 2016年4月1日
- 毎週金曜日 0:30 - 1:00（木曜日深夜）

- （リピート放送　毎週金曜日 12:30 - 13:00）

※ AG-ONにてオンデマンド配信
2016年4月9日 - 2019年3月30日
- 毎週土曜日 19:00 - 19:30

※ AG-ON Premiumにて、2017年4月8日より毎週土曜日19:30より1週間限定オンデマンド配信
2019年4月7日 - 2020年3月29日
- 毎週日曜日 12:30 - 13:00

※ AG-ON Premiumにて、2019年4月7日より毎週日曜日13:00より1週間限定オンデマンド配信
2020年4月5日 - 9月27日
- 毎週日曜日 18:30 - 19:00

※ AG-ON Premiumにて、2020年4月5日より毎週日曜日19:00より1週間限定オンデマンド配信

## パーソナリティ
2人ともアイムエンタープライズ所属で、共に2013年度に所属となった同期でもある。
- 小澤亜李
- 長縄まりあ

## 番組終了時のコーナー
番組後半に行われるが、前半のフリートークの長さによってはコーナー自体行われない回もある。
おざなりマンスリーテーマ
毎月テーマを決めてリスナーからそのテーマに沿った意見を送ってもらうコーナー。
ゲームセンターOROKA
2人にやってほしいゲームを募集するコーナー。
週末生討論
２人にディベートで討論してほしいテーマ（AとBの二択でどちらがよいか）を募集するコーナー
おざなりにしてはならない古き良き日本語
リスナーからお題として出されるカタカナ語を熟語にして書くコーナー
水曜日のプチおざなり
水曜日に番組公式twitterでupする動画を撮影するコーナー（お題をリスナーから募集）
ヒルナノデス（改めヨルナノデス）
通販番組ふうにアイデア商品を紹介するコーナー
| 2016年 | 2016年 | 2016年                                                                                         |
| 回数   | 月     | テーマ内容                                                                                     |
| ------ | ------ | ---------------------------------------------------------------------------------------------- |
| 第1回  | 1月度  | 全国のカルボナーラの食レポ付きを写真付きで送ってもらう。                                       |
| 第2回  | 2月度  | おざなりTシャツのデザイン案を送ってもらう。                                                    |
| 第3回  | 3月度  | 小澤亜李と長縄まりあの758イベントの挨拶案を送ってもらう（松田利冴、大西沙織、本渡楓の分も） 。 |
| 第4回  | 4月度  | 春に出会った女の子、または男の子の情報を送ってもらう。（写真付き・似顔絵も可）                 |
| 第5回  | 5月度  | いい感じの事を言っているオリジナルの五行歌                                                     |
| 第6回  | 6月度  | オススメのお取り寄せ情報                                                                       |
| 第7回  | 7月度  | 8月の誕生日パーティーでやって欲しいこと、呼んで欲しい人                                        |
| 第8回  | 8月度  | 人生を変えた瞬間                                                                               |
| 第9回  | 9月度  | おざなりの中心で愛を叫ぶ（小澤、長縄の好きなところ）                                           |

## 過去のコーナー
まりあ様に言ってみなさい
リスナーの昔やってしまった失敗・罪・懺悔などを、まりあ様(長縄)に聞いてもらい、それを受けて長縄からありがたい一言を述べる。
それ･･･ありだね!!
リスナーが常日頃『ぶっちゃけ、それってどうなの?』と思っている流行や出来事など様々な問題を小澤が、アリかナシか判定する。
絵描き歌のコーナー
リスナーから寄せられた絵描き歌を聞いて、その場で楽しく歌いながら、絵を描く。
実際に描いた絵は放送後に番組Twitterに掲載される。
おざなりさんは断れない!
小澤・長縄への無茶ぶり・やってほしい事をリスナーから募集し、それを断らずに即興で応えるコーナー。
アニメ『小森さんは断れない!』
2015年10月8日より配信されているコーナーアニメ。小澤・長縄両名ともレギュラー出演している。地上波放送では同月よりTOKYO MX、サンテレビにて放送される。
牧場ロケ物語!
リスナーから牧場ロケを行う際、何をすればいいか送ってもらうコーナー。実際に牧場ロケを敢行したため、2016年7月2日放送分で終了となった。
おざなり!逆ふるさと納税!
ふるさとの名産品やオススメのお取り寄せ品をリスナーから送ってもらうコーナー。
こんなまりあ、みたことない!!
長縄まりあが言いそうにないセリフをリスナーから送ってもらうコーナー。
おざなりお遊戯会
リスナーから寄せられた2人に演じて欲しい役柄とシチュエーションを元に、エチュードを行っていく。
大人の女性、嗜み講座!
2人が年齢に見合った大人な女性になれているかどうかを確認するコーナー。

## ゲスト
- 第23回（2015年9月10日） - 本渡楓[24]
- 第26回（2015年10月1日） - 本渡楓（小澤亜李の代役として出演）[25]
- 第38回（2015年12月25日） - 大森日雅・鬼頭明里[26]
- 第60回（2016年5月28日） - 向清太朗
- 第68回（2016年7月23日） - 牧ちひろ[27]
- 第90回（2016年12月24日） - 前川涼子[28]

## エピソード
- 第1回放送では、前述の通り、番組後半にロゴマークの選定が行われ、候補となっていたロゴは選ばれた物を含めて全7種類あった。
- 第4回放送で、リスナーからのメールの提案でそれぞれの番組における愛称を決めることになり、パソコンソフトのウイルスバスターから拝借して、『ウイルス長縄』『バスター小澤』という番組用の愛称が決まり、早速番組公式Twitterで使われるようになった[29][30]。
- 第26回放送は、体調不良の小澤亜李の代役として本渡楓が登場し、長縄まりあと共に『本渡楓・長縄まりあのかでなり』と題して放送した。[31]
- 第39回放送は年末特番に伴い、深夜3時からの放送となった[32]。